# Larkfield-Wikiup
Larkfield-Wikiup és una concentració de població designada pel cens dels Estats Units a l'estat de Califòrnia. Segons el cens del 2000 tenia 7.479 habitants.

## Demografia
Segons el cens del 2000, Larkfield-Wikiup tenia 7.479 habitants, 2.735 habitatges, i 2.023 famílies. La densitat de població era de 634,7 habitants/km².
Dels 2.735 habitatges en un 39,9% hi vivien nens de menys de 18 anys, en un 57,4% hi vivien parelles casades, en un 12,5% dones solteres, i en un 26% no eren unitats familiars. En el 19,5% dels habitatges hi vivien persones soles el 6,1% de les quals corresponia a persones de 65 anys o més que vivien soles. El nombre mitjà de persones vivint en cada habitatge era de 2,71 i el nombre mitjà de persones que vivien en cada família era de 3,11.
Per edats la població es repartia de la següent manera: un 28,2% tenia menys de 18 anys, un 7,2% entre 18 i 24, un 28,7% entre 25 i 44, un 25% de 45 a 60 i un 10,9% 65 anys o més.
L'edat mediana era de 38 anys. Per cada 100 dones de 18 o més anys hi havia 92,1 homes.
La renda mediana per habitatge era de 62.202 $ i la renda mediana per família de 66.504 $. Els homes tenien una renda mediana de 55.153 $ mentre que les dones 35.954 $. La renda per capita de la població era de 27.062 $. Entorn del 6% de les famílies i el 6,5% de la població estaven per davall del llindar de pobresa.

## Poblacions més properes
El següent diagrama mostra les poblacions més properes.